# BAFA NL Premiership 2018
La BAFA NL Premiership 2018 è la 33ª edizione del campionato di football americano di primo livello, organizzato dalla BAFA.

## Squadre partecipanti
| Club                  | Città         | Stadio | Sponsor ufficiale | Risultato nella stagione 2017 |
| --------------------- | ------------- | ------ | ----------------- | ----------------------------- |
| Bristol Aztecs        | Bristol       |        |                   |                               |
| Bury Saints           | Thetford      |        |                   |                               |
| East Kilbride Pirates | East Kilbride |        |                   |                               |
| Edinburgh Wolves      | Edimburgo     |        |                   |                               |
| Farnham Knights       | Farnham       |        |                   |                               |
| London Blitz          | Londra        |        |                   |                               |
| London Olympians      | Londra        |        |                   |                               |
| London Warriors       | Londra        |        |                   |                               |
| Manchester Titans     | Manchester    |        |                   |                               |
| Merseyside Nighthawks | Liverpool     |        |                   |                               |
| Sheffield Giants      | Sheffield     |        |                   |                               |
| Tamworth Phoenix      | Atherstone    |        |                   |                               |

## Stagione regolare

### Calendario

#### 1ª giornata
| 15 aprile 2018 | London Warriors | 55 – 0 | Bristol Aztecs |  |

#### 2ª giornata
| 22 aprile 2018 | Manchester Titans | 7 – 60 | Tamworth Phoenix |  |

| 22 aprile 2018 | East Kilbride Pirates | 0 – 22 | Sheffield Giants |  |

| 22 aprile 2018 | Bury Saints | 0 – 50 | London Blitz |  |

#### 3ª giornata
| 29 aprile 2018 | Sheffield Giants | 10 – 30 | Edinburgh Wolves |  |

| 29 aprile 2018 | Bristol Aztecs | 20 – 7 | London Olympians |  |

| 29 aprile 2018 | Bury Saints | 16 – 26 | Farnham Knights |  |

#### 4ª giornata
| 6 maggio 2018 | East Kilbride Pirates | 27 – 28 | Edinburgh Wolves |  |

| Sheffield 6 maggio 2018, ore 14:30 | Sheffield Giants | 7 – 43 | Manchester Titans | Sheffield Hallam University |

#### 5ª giornata
| 13 maggio 2018 | Sheffield Giants | 39 – 0 | East Kilbride Pirates |  |

| 13 maggio 2018 | Manchester Titans | 42 – 32 | Merseyside Nighthawks |  |

| 13 maggio 2018 | London Warriors | 54 – 0 | London Olympians |  |

| 13 maggio 2018 | Bristol Aztecs | 46 – 0 | Bury Saints |  |

| 13 maggio 2018 | Farnham Knights | 12 – 64 | London Blitz |  |

#### 6ª giornata
| 20 maggio 2018 | Merseyside Nighthawks | 13 – 63 | Tamworth Phoenix |  |

| 20 maggio 2018 | Edinburgh Wolves | 14 – 16 | Manchester Titans |  |

| 20 maggio 2018 | London Warriors | 1 – 0 (a tavolino) | Bury Saints |  |

| 20 maggio 2018 | London Blitz | 53 – 9 | Bristol Aztecs |  |

| 20 maggio 2018 | London Olympians | 30 – 20 | Farnham Knights |  |

#### 7ª giornata
| 3 giugno 2018 | Tamworth Phoenix | 55 – 6 | Edinburgh Wolves |  |

| 3 giugno 2018 | East Kilbride Pirates | 0 – 41 | Manchester Titans |  |

| 3 giugno 2018 | Sheffield Giants | 47 – 27 | Merseyside Nighthawks |  |

| 3 giugno 2018 | London Blitz | 75 – 14 | Farnham Knights |  |

| 3 giugno 2018 | Bury Saints | 6 – 53 | London Warriors |  |

#### 8ª giornata
| 10 giugno 2018 | Merseyside Nighthawks | 44 – 41 | Manchester Titans |  |

| 10 giugno 2018 | Edinburgh Wolves | 29 – 25 | East Kilbride Pirates |  |

| 10 giugno 2018 | Bristol Aztecs | 13 – 53 | London Blitz |  |

| 10 giugno 2018 | London Olympians | 0 – 55 | London Warriors |  |

#### 9ª giornata
| 17 giugno 2018 | Tamworth Phoenix | 62 – 0 | Merseyside Nighthawks |  |

| 17 giugno 2018 | Bristol Aztecs | 62 – 14 | Farnham Knights |  |

| 17 giugno 2018 | London Olympians | 27 – 2 | Bury Saints |  |

#### 10ª giornata
| 24 giugno 2018 | Tamworth Phoenix | 49 – 0 | Sheffield Giants |  |

| 24 giugno 2018 | Edinburgh Wolves | 46 – 19 | Merseyside Nighthawks |  |

| 24 giugno 2018 | Manchester Titans | 64 – 27 | East Kilbride Pirates |  |

| 24 giugno 2018 | London Blitz | 13 – 21 | London Warriors |  |

#### 11ª giornata
| 1º luglio 2018 | East Kilbride Pirates | 0 – 46 | Tamworth Phoenix |  |

| 1º luglio 2018 | Edinburgh Wolves | 38 – 59 | Sheffield Giants |  |

| 1º luglio 2018 | London Warriors | 84 – 0 | Farnham Knights |  |

| 1º luglio 2018 | London Olympians | 0 – 47 | London Blitz |  |

#### 12ª giornata
| 8 luglio 2018 | East Kilbride Pirates | 12 – 25 | Merseyside Nighthawks |  |

#### 13ª giornata
| 15 luglio 2018 | Tamworth Phoenix | 56 – 13 | Manchester Titans |  |

| 15 luglio 2018 | Merseyside Nighthawks | 14 – 10 | Edinburgh Wolves |  |

| 15 luglio 2018 | London Blitz | 58 – 0 | Bury Saints |  |

| 15 luglio 2018 | Farnham Knights | 0 – 1 (a tavolino) | London Warriors |  |

| 15 luglio 2018 | London Olympians | 35 – 10 | Bristol Aztecs |  |

#### 14ª giornata
| 22 luglio 2018 | Merseyside Nighthawks | 46 – 13 | East Kilbride Pirates |  |

| 22 luglio 2018 | Edinburgh Wolves | 0 – 45 | Tamworth Phoenix |  |

| 22 luglio 2018 | Manchester Titans | 40 – 17 | Sheffield Giants |  |

| 22 luglio 2018 | London Blitz | 63 – 25 | London Olympians |  |

| 22 luglio 2018 | Bristol Aztecs | 0 – 48 | London Warriors |  |

| 22 luglio 2018 | Farnham Knights | 41 – 6 | Bury Saints |  |

#### 15ª giornata
| 12 agosto 2018 | Tamworth Phoenix | 55 – 0 | East Kilbride Pirates |  |

| 12 agosto 2018 | Merseyside Nighthawks | 31 – 28 | Sheffield Giants |  |

| 12 agosto 2018 | Bury Saints | 6 – 24 | London Olympians |  |

| 12 agosto 2018 | Farnham Knights | 32 – 54 | Bristol Aztecs |  |

#### 16ª giornata
| 19 agosto 2018 | Sheffield Giants | 20 – 63 | Tamworth Phoenix |  |

| 19 agosto 2018 | Manchester Titans | 48 – 40 | Edinburgh Wolves |  |

| 19 agosto 2018 | London Warriors | 51 – 8 | London Blitz |  |

| 19 agosto 2018 | Bury Saints | 13 – 54 | Bristol Aztecs |  |

| 19 agosto 2018 | Farnham Knights | 32 – 39 | London Olympians |  |

### Classifica
Le classifiche della regular season sono le seguenti.
- PCT = percentuale di vittorie, G = partite giocate, V = partite vinte,  P = partite perse, PF = punti fatti, PS = punti subiti

#### Premiership North
| Pos. | Squadra               | PCT   | G  | V  | N | P  | PF  | PS  |
| ---- | --------------------- | ----- | -- | -- | - | -- | --- | --- |
| 1    | Tamworth Phoenix      | 1.000 | 10 | 10 | 0 | 0  | 554 | 59  |
| 2    | Manchester Titans     | .700  | 10 | 7  | 0 | 3  | 355 | 297 |
| 3    | Merseyside Nighthawks | .500  | 10 | 5  | 0 | 5  | 251 | 364 |
| 4    | Sheffield Giants      | .400  | 10 | 4  | 0 | 6  | 249 | 328 |
| 5    | Edinburgh Wolves      | .400  | 10 | 4  | 0 | 6  | 241 | 318 |
| 6    | East Kilbride Pirates | .000  | 10 | 0  | 0 | 10 | 104 | 395 |

#### Premiership South
| Pos. | Squadra          | PCT   | G  | V  | N | P  | PF  | PS  |
| ---- | ---------------- | ----- | -- | -- | - | -- | --- | --- |
| 1    | London Warriors  | 1.000 | 10 | 10 | 0 | 0  | 423 | 27  |
| 2    | London Blitz     | .800  | 10 | 8  | 0 | 2  | 484 | 145 |
| 3    | Bristol Aztecs   | .500  | 10 | 5  | 0 | 5  | 268 | 310 |
| 4    | London Olympians | .444  | 10 | 5  | 0 | 5  | 177 | 321 |
| 5    | Farnham Knights  | .200  | 10 | 2  | 0 | 8  | 191 | 431 |
| 6    | Bury Saints      | .000  | 10 | 0  | 0 | 10 | 49  | 380 |

## Playoff

### Tabellone
|  | Semifinali | Semifinali        | Semifinali |                 |    | XXXII Britbowl   | XXXII Britbowl | XXXII Britbowl |  |
|  |            |                   |            |                 |    |                  |                |                |  |
|  | 1N         | Tamworth Phoenix  | 30         |                 |    |                  |                |                |  |
|  | 1N         | Tamworth Phoenix  | 30         |                 |    |                  |                |                |  |
|  | 2S         | London Blitz      | 17         |                 |    |                  |                |                |  |
|  | 2S         | London Blitz      | 17         |                 | 1N | Tamworth Phoenix | 34             |                |  |
|  |            |                   |            |                 | 1N | Tamworth Phoenix | 34             |                |  |
|  |            |                   | 1S         | London Warriors | 48 |                  |                |                |  |
|  | 2N         | Manchester Titans | 1S         | London Warriors | 48 | 0                |                |                |  |
|  | 2N         | Manchester Titans |            |                 |    |                  |                |                |  |
|  | 1S         | London Warriors   | 43         |                 |    |                  |                |                |  |

### Semifinali
| 26 agosto 2018 | Tamworth Phoenix | 30 – 17 | London Blitz |  |

| 26 agosto 2018 | London Warriors | 43 – 0 | Manchester Titans |  |

### XXXI Britbowl
| Leeds 8 settembre 2018 | Tamworth Phoenix | 34 – 48 | London Warriors | John Charles Stadium |

## Verdetti
- London Warriors Campioni della Gran Bretagna 2018